# 馬郡町
馬郡町（まごおりちょう）は静岡県浜松市中央区の町名。丁番を持たない単独町名である。住居表示未実施。

## 地理
浜松市中央区の南西部に位置する。東で坪井町、西で舞阪町舞阪・舞阪町浜田・舞阪町長十新田、北で新川を挟んで雄踏町宇布見及び雄踏二丁目と接する。また、舞阪町長十新田を挟んで（国道1号付近・海側）飛地となっており、遠州灘に接している。

### 自然
- 太平洋（遠州灘）
- 新川

### 学区
小学校・中学校の学区は以下の通りである。
- 浜松市立篠原小学校
- 浜松市立篠原中学校

## 歴史

### 沿革
- 1889年（明治22年）4月1日 - 町村制の施行により、敷知郡馬郡村が周辺の村と合併して敷知郡篠原村となる[WEB 8]。旧村名は篠原村の大字として残る[書籍 1]。
- 1896年（明治29年）4月1日 - 郡制の施行により、篠原村の所属郡が浜名郡に変更となる。
- 1961年（昭和36年）6月20日 – 篠原村が浜松市に編入される。
- 1963年（昭和38年） - 大字馬郡から馬郡町へ住所表記を変更する[WEB 9]。
- 1966年（昭和41年）6月20日 - 舞阪町大字舞阪・大字長十請新田との間で境界変更を実施する[WEB 8]。
- 2007年（平成19年）4月1日 - 浜松市が政令指定都市となる。馬郡町は西区の一部となる。
- 2024年（令和6年）1月1日 - 浜松市の行政区再編により、馬郡町は中央区の一部となる。

## 施設
- 静岡県立浜松湖南高等学校
- JR東海道線舞阪駅
- 浜松市消防局西消防署
- 舞阪駅前郵便局
- JAとぴあ浜松馬郡支店
- 浜名湖養魚漁業協同組合
- 浜松市ふれあい交流センター湖南
- 浜松湖南工業協同組合
- いなさ 本社
- 西誠 本社
- 中部電力パワーグリッド舞阪変電所
- 浜松西MALL
- セブン-イレブン浜松馬郡町店
- ファミリーマート浜松馬郡町店
- シンフォニーかなで野公園
- かなで野第二公園
- 日蓮宗 長久山 東本徳寺
- 日蓮宗 長久山 西本徳寺
- 津島神社

## 交通

### 鉄道
- JR東海道線（豊橋・名古屋 方面 - ）舞阪（ - 静岡・浜松 方面）

### バス
- 遠鉄バス
  - 12浜名線：（浜松駅 方面（高塚経由） - ）馬郡観音堂 - 馬郡東 - 馬郡中 - 馬郡（ - 馬郡車庫）
  - 20志都呂宇布見線（浜松駅（入野経由） 方面 - ）湖南高校入口 - 舞阪駅

### 道路
- 国道1号（浜名バイパス）
- 国道301号
- 静岡県道49号細江舞阪線
- 静岡県道328号舞阪停車場線
- 浜松市道馬郡100号線（富士見通り）

## その他

### 警察
警察の管轄区域は以下の通りである。
| 番・番地等 | 警察署       | 交番・駐在所 |
| ---------- | ------------ | ------------ |
| 全域       | 浜松西警察署 | 篠原交番     |

### 消防
消防の管轄区域は以下の通りである。
| 番・番地等 | 消防署   | 本署/出張所 |
| ---------- | -------- | ----------- |
| 全域       | 西消防署 | 本署        |

### WEB
1. ↑  “h02_22.csv”.   総務省 (2022年2月10日). 2024年7月22日閲覧。
2. ↑  “chuouku_menseki.xlsx”.   浜松市 (2024年3月12日). 2024年7月22日閲覧。
3. ↑  “静岡県 浜松市中央区 馬郡町の郵便番号 - 日本郵便”.   日本郵便. 2025年2月15日閲覧。
4. ↑  “市外局番の一覧”.   総務省 (2022年3月1日). 2024年7月22日閲覧。
5. ↑  “事業所案内及び管轄地域（事務所3件、分室3件）”.   一般社団法人静岡県自動車会議所. 2024年7月22日閲覧。
6. ↑  “住居表示実施状況／浜松市”.   浜松市 (2024年1月4日). 2024年7月22日閲覧。
7. ↑  “学校名から探す／浜松市”.   浜松市 (2024年1月1日). 2024年7月22日閲覧。
8. 1 2  “historyofcities.pdf”.   静岡県総務部合併推進室・財団法人静岡県市町村振興協会. 2024年10月5日閲覧。
9. ↑  “解説ページ”.   株式会社エア. 2024年10月5日閲覧。
10. ↑  “篠原交番｜静岡県警察”.   静岡県警察 (2024年1月1日). 2024年7月22日閲覧。
11. ↑  “消防署の町別管轄「ま」／浜松市”.   浜松市 (2023年4月3日). 2024年7月22日閲覧。

### 書籍
1. ↑  『浜松市史 三』浜松市役所、1980年3月26日、176頁。